# Israel Damonte
Israel Alejandro Damonte (Salto, 6 gennaio 1982) è un allenatore di calcio ed ex calciatore argentino, di ruolo centrocampista, tecnico del Sarmiento (J).

## Caratteristiche tecniche
È un centrocampista centrale che può giocare anche sulle fasce.